# Flower Language
「Flower Language」（フラワー・ランゲージ）は、Rayflowerの1作目ミニアルバム。2010年9月15日にflying DOGから発売された。

## 概要
テレビアニメ『裏切りは僕の名前を知っている』からの主題歌が中心のアルバム作品。マキシシングル「裏切りのない世界まで/蒼い糸」と「イニシエ/絆」のミュージック・ビデオを収録した初回盤DVDも封入。 

## 収録内容

### Disc 1.CD
1. Runaway Brain [3:56]
作詞：田澤孝介、作曲・編曲：IKUO
2. イニシエ [4:21]
作詞：留歌、作曲：都啓一、編曲：都啓一・Rayflower
3. 真実の森の中で [4:17]
作詞：田澤孝介、作曲：都啓一、編曲：都啓一・Rayflower
4. SOCIAL NETWORK GENERATION [4:41]
作詞：田澤孝介、作曲：IKUO、編曲：IKUO・Rayflower
5. 裏切りのない世界まで [4:56]
作詞：留歌、作曲・編曲：都啓一・Rayflower
6. 花束 〜from rose with love〜 [4:58]
作詞：田澤孝介、作曲：都啓一、編曲：都啓一・Rayflower

### Disc 2.DVD（初回盤のみ）
1. 裏切りのない世界まで（Music Video - フルサイズ）
2. 裏切りのない世界まで/蒼い糸（TV CM）
3. イニシエ/絆（TV CM）